# Kutî, Mankivka
Kutî (în ucraineană Кути) este o comună în raionul Mankivka, regiunea Cerkasî, Ucraina, formată numai din satul de reședință.

## Demografie
Componența lingvistică a comunei Kutî
     Ucraineană (99%)
     Alte limbi (1%)
Conform recensământului din 2001, majoritatea populației comunei Kutî era vorbitoare de ucraineană (99%), existând în minoritate și vorbitori de alte limbi.